# مؤسسة مهرجان البحر الأحمر السينمائي
مؤسسة مهرجان البحر الأحمر السينمائي هي مؤسسة مستقلة غير ربحية أُسست لدعم صناعة السينما في المملكة العربية السعودية في مجالات مختلفة، مثل: الإنتاج، والتوزيع، والتعليم، والتدريب، ودعم المواهب، وتطوير المهارات والخبرات، وذلك عبر حاضنات وبرامج على مدار العام. تتمثل المسؤولية الرئيسية للمؤسسة في تنظيم مهرجان البحر الأحمر السينمائي الدولي، في المدينة التاريخية بجدة -والتي صُنِّفَت تراثًا إنسانيًّا عالميًّا وفق منظمة اليونسكو العالمية-غرب السعودية.

## المسؤوليات
المسؤولية الرئيسية للمؤسسة هي تنظيم مهرجان البحر الأحمر السينمائي الدولي، وهو مهرجان سينمائي سنوي انطلق عام 2019 ويقام في مدينة جدة غربي المملكة العربية السعودية، ابتداءً من عام 2020. وسيقام مهرجان 2021 السينمائي في الفترة من 6 إلى 15 ديسمبر. المؤسسة مسؤولة أيضًا عن دعم صناعة السينما المحلية ورواة القصص الوطنيين من خلال توفير التعليم والمنح.

## التاريخ
- في 13 مايو 2025م أعلنت مؤسسة «البحر الأحمر السينمائي» عن تعيين المنتج السينمائي السعودي فيصل بالطيور رئيساً تنفيذياً لها.[3]

## الفعاليات

### مهرجان البحر الأحمر السينمائي الدولي، مارس 2020
كان من المقرر أن ينطلق المهرجان من 12 إلى 21 مارس 2020 في المدينة التاريخية بجدة، ليسلِّط الضوء على المواهب المحلية والعالمية في محفل سينمائي يعرض أهم إنتاجات السينما من جميع أنحاء العالم، حيث كانت هناك أفلام مشاركة من السعودية، لبنان، مصر، نيجيريا، أنغولا، منغوليا، الصين، الفلبين، بنغلاديش، الهند، كوسوفو، فرنسا، ألمانيا، إسبانيا، الولايات المتحدة، البرازيل، وكولومبيا.
أُعلن عن قائمة الأفلام الـ 107 المشاركة في البرنامج الرسمي للمهرجان. تضم القائمة أفلامًا روائية ووثائقية طويلة وقصيرة، بما فيها 16فيلمًا في المسابقة الرئيسية، و7 أفلام خارج المسابقة، و15 فيلمًا في برنامج العروض الكلاسيكية، و3 أفلام في برنامج أجيال، و5 أفلام تفاعلية تشمل تجارب الواقع الافتراضي، و11 فيلمًا في سينما السعودية الجديدة، و13 فيلمًا في مسابقة الأفلام القصيرة، و23 فيلمًا في برنامج مخصص لأفضل إنتاجات العام، و17 فيلمًا تجريبيًّا ومشروع إنتاجي خاص يضم خمسة أفلام قصيرة لمخرجات سعوديات. سُلط الضوء على قضايا بارزة، مثل: قضايا حقوق الإنسان المعاصرة وقضايا حقوق المرأة، ومشكلة العنف الأسري، وقضايا الهجرة، والأقليات المهمَّشة.
اُختير المخرج العالمي أوليفر ستون الفائز ب 3 جوائز أوسكار ليكون رئيساً للجنة التحكيم. كما تم الكشف عن مسرح الكورال الذي تم تشييده خصيصًا لهذه المناسبة ويتَّسع لـ 1200 متفرِّج. يقع المجمع المبني حديثًا على ضفاف بحيرة الأربعين التاريخية، كما يضم ثلاث صالات أخرى مجهزة بـ 12 مقعدًا لكلٍ ٍمنها، وصالة رابعة تضم 240 مقعدًا.

### مهرجان البحر الاحمر السينمائي الدولي، ديسمبر 2021
أُقيمت الدورة الافتتاحية من مهرجان البحر الأحمر السينمائي الدولي في جدة التاريخية من 11 إلى 20 نوفمبر 2021، واحتوى برنامج المهرجان على 138 فيلماً طويلاً وقصيراً من 67 بلداً بـ34 لغة، منها 25 فيلماً في عرض عالمي أول، و48 فيلماً في أول عرض عربي، و17 فيلماً في عرضها الأول في منطقة الخليج. كما استقطب المهرجان أكثر من 30 ألف مشاهد و 3155 من صناع السينما والإعلام من جميع أنحاء العالم.

## صندوق البحر الأحمر
أسست مؤسسة مهرجان البحر الأحمر السينمائي صندوق البحر الأحمر بقيمة 10 ملايين دولار لدعم 100 مشروع، من إفريقيا والعالم العربي. وأعلنت بعد ذلك أثناء فعاليات سوق الأفلام الذي يقام على هامش الدورة الرابعة والسبعين من مهرجان كان السينمائي الدولي عن توسيع قيمة الصندوق بقيمة 4 ملايين دولار، منحتها هيئة الأفلام السعودية لدعم 40 مشروعًا من السعودية. صُمم الصندوق لدعم صناعة السينما، ومنح الجيل الجديد من المبدعين منصة لإنتاج أعمالهم، إضافة إلى دعم المواهب المبدعة من أصحاب الأعمال السابقة.أعلن الصندوق في 2021 عن ثلاث لجان تضم خبراء ومحترفي صناعة السينما لاختيار الأعمال التي تحصل على دعم الصندوق.ومنذ تأسيسه وحتى العام 2023 قام الصندوق بدعم 250 فيلماً عربياً وإفريقياً.

#### اللجنة الأولى:
يترأسها مديرة مهرجان منارات السينمائي في تونس درة بوشوشة، وتتولى هذه اللجنة مسؤولية دعم تطوير المشاريع المنتجة، وتضم: المخرجة فيولا شفيق، والمنتجة لمياء الشرايبي، والمخرج والمنتج أمجد أبو العلاء، والمنتج أيمن جمال.

#### اللجنة الثانية:
يترأسها مؤسس شركة فرونت رو فيلمد إنترتايمنت جيانلوكا شقرا، وتتولى هذه اللجنة مسؤولية تقديم الدعم لإنتاج المشاريع وتضم: المنتج كريم أيتونا، والمخرج والمنتج فيصل بالطيور، والناقد السينمائي أحمد شوقي، ومديرة المبادرة الإعلامية للشرق الأوسط ديانا ناصر فيرنانديز.

#### اللجنة الثالثة:
ويترأسها المدير الفني لمهرجان البحر الأحمر السينمائي الدولي إدوارد وينتروب، وتتولى هذه اللجنة مسؤولية تمويل المشاريع قيد الإنجاز، وينضم إليه في نفس اللجنة: المنتج والخبير السينمائي جورج ديفيد، والمنتج حبيب عطية، والمخرج والمنتج شادي أبو، والمخرج والكاتب أحمد عبد الله.

## معامل البحر الأحمر
تعد معامل البحر الأحمر منصة لصناع الأفلام والكتاب ومحترفي صناعة السينما، حيث تقوم بتقديم برامج فريدة لمساعدة المبدعين على تحقيق رؤيتهم ومشاريعهم من البداية وحتى الإنتاج. وتقدم مؤسسة مهرجان البحر الأحمر السينمائي الدعم لصانعي الأفلام من خلال التدريب والإرشاد بهدف تطوير مهاراتهم وتحويل مشاريعهم السينمائية إلى حقيقة واقعية. كان ذلك بالتعاون مع TorinoFilmLab والذي سيختار Lodge بعض صانعي الأفلام ويوفر لهم التدريب والتطوير خلال جميع مراحل صناعة الأفلام. سيتم عرض نتائج عمليات التدريب والتطوير خلال مهرجان البحر الأحمر الدولي للأفلام، ومنح العمل الفائز جائزة بقيمة 500000 دولار. كما تواصل المعامل جهودها الحثيثة من أجل بناء نظام بيئي متكامل يدعم عملية تطوير صانعي الأفلام ليتمكنوا من المضي قدماً بمشاريعهم إلى الأمام وتقديمها إلى صندوق البحر الأحمر للدعم المادِّي ثم إلى سوق البحر الأحمر للطرح والبيع، بهدف تعزيز صناعة سينمائية مزدهرة في المملكة.